# Ainsworth (Iowa)
Pour les articles homonymes, voir Ainsworth.
Ainsworth est une ville du comté de Washington en Iowa, aux États-Unis. Elle est fondée en 1858 et incorporée le 18 juin 1892.

## Source de la traduction
- (en) Cet article est partiellement ou en totalité issu de l’article de Wikipédia en anglais intitulé « Ainsworth, Iowa » (voir la liste des auteurs).